# Кохаль Наталія Володимирівна
Ко́халь Ната́лія Володи́мирівна (нар. 30 листопада 1967 року, Київ, УРСР, СРСР) ― українська художниця, живописець, графік, член НСХУ (1992).
Дочка В. Кохаля та О. Сльоти, онука Г. Зорі та П. Сльоти.

## Біографічні дані
Народилася 30 листопада 1967 року у Києві у сім'ї художників.
У 1986 році закінчила факультет графіки Київського художнього інституту (викладачами були Г. Галинська та В. Чебаник).
Співпрацювала з видавництвами «Веселка», «Соняшник», «А-ба-ба-га-ла-ма-га», «Марка України», «Новий друк», журналами «Малятко» і «Барвінок».

## Творча робота
Учасниця міських, всеукраїнських, міжнародних мистецьких виставок з 1989. Персональні ― у Києві (1998, 2000, двічі ― 2007). Окремі роботи зберігаються у Київському музеї мистецтва, Хмельницькому художньому музеї.

### Основні твори
За ЕСУ:
- графіка ― «Осінь у саду насолод» (1991), «Жінка» (1995), «Натюрморт» (1999);
- серії ― «Плин часу» (1992), «Пори року» (2002–07), «Фауна» (2007);
- ілюстрації до книжок ― «Залізний вовк» (1992);
- живопис ― «Хліб» (2010).[1]

### Характеристика
Основні галузі ― станкова і книжкова графіка (техніки ― акварель, гуаш), живопис. Для творчості у стилі постмодернізму характерні яскравий декор, оригінальні сюжети, алегоричність.
Одна з найвідоміших книг — «Залізний вовк» (1992): відрізняється самобутнім оригінальним стилем, декоративністю персонажів, настроєвою колористикою та помітною алегоричністю.